# Henry McMaster
Henry Dargan McMaster (Columbia, 27 maggio 1947) è un politico statunitense, governatore della Carolina del Sud dal 2017 ed in precedenza vicegovernatore dello stesso stato dal 2015 al 2017. Inoltre, McMaster ha ricoperto la carica di procuratore generale della Carolina del Sud dal 2003 al 2011 ed è membro del Partito Repubblicano.

## Biografia
McMaster è nato nel maggio 1947 a Columbia, nella Carolina del Sud. È il figlio maggiore di John Gregg e Ida Dargan (Pet) McMaster. Ha conseguito una laurea in storia presso l'Università della Carolina del Sud nel 1969. Nel 1973 si è laureato in giurisprudenza presso la University of South Carolina School of Law, dove ha fatto parte del comitato editoriale della South Carolina Law Review. Nello stesso anno, è stato ammesso alla Richland County Bar Association del South Carolina Bar. Prestò servizio nelle Riserve dell'esercito degli Stati Uniti, congedandosi nel 1975.
Dopo la laurea in giurisprudenza, McMaster ha lavorato come assistente legislativo del senatore degli Stati Uniti Strom Thurmond a Washington, fino al 1974, quando è entrato a far parte dello studio Tompkins e McMaster. È stato ammesso all'esercizio della professione dinanzi alla Corte federale dei ricorsi nel 1974, dinanzi alla Corte d'Appello degli Stati Uniti per il Quarto Circuito nel 1975 e su mozione di Thurmond, dinanzi alla Corte Suprema degli Stati Uniti nel 1978. McMaster ha esercitato la professione forense per quasi 29 anni, sia come procuratore federale che in uno studio privato.

## Carriera

### Avvocato degli Stati Uniti
Su raccomandazione di Thurmond, il presidente Ronald Reagan nominò McMaster procuratore degli Stati Uniti per il distretto della Carolina del Sud nel 1981, la prima nomina di Reagan a procuratore degli Stati Uniti. Il Senato ha confermato McMaster il 21 maggio 1981. Ha guidato il comitato di coordinamento delle forze dell'ordine della Carolina del Sud dal 1981 al 1985.
Durante il suo mandato, McMaster ha creato la task force federale sulla droga "Operazione Jackpot" per indagare sui trafficanti di marijuana della Carolina del Sud. L'operazione Jackpot ha infine portato all'arresto di più di 100 persone per reati legati al traffico di marijuana e hashish. McMaster ha tenuto numerose conferenze stampa durante l'operazione e ha ottenuto pubblicità attraverso interviste e commenti. Le sue azioni sono state criticate come politiche, con il giornalista Lee Bandy che ha scritto "nessuno può ricordare che nessun altro avvocato statunitense fosse così attento alle pubbliche relazioni" e ha notato che McMaster aveva tenuto più conferenze stampa e inviato più comunicati stampa di tutti i suoi predecessori messi insieme. McMaster ha completato il suo mandato come procuratore degli Stati Uniti il 31 dicembre 1985.

## Carriera politica

### Procuratore Generale della Carolina del Sud (2003-2011)
Dal 2003 al 2011 ha ricoperto l'incarico di Procuratore Generale della Carolina del Sud sotto il mandato del Governatore Mark Sanford.

### Vicegovernatore della Carolina del Sud (2015-2017)
Dopo una fallita nomination alle primarie repubblicane per la carica di Governatore della Carolina del Sud nel 2010, McMaster si è candidato alla carica di Vicegovernatore della Carolina del Sud il 27 marzo 2014. Ha ricevuto il 44% dei voti in una primaria a quattro del Partito Repubblicano, costringendo a un ballottaggio tra lui e Mike Campbell, figlio dell'ex governatore Carroll A. Campbell Jr. McMaster ha sconfitto Campbell con il 63,6% dei voti, affrontando poi alle elezioni generali il democratico Bakari Sellers. Durante la campagna, Sellers ha sfidato McMaster a rinunciare ai suoi 30 anni di iscrizione al "Forest Lake Country Club" di Columbia, un country club privato con la fama di escludere i membri neri; in risposta, il responsabile della campagna di McMaster ha affermato che il club "non attuava politiche di discriminazione razziale". Il 4 novembre 2014, McMaster è stato eletto Vicegovernatore con il 58,8% dei voti. 
Durante la campagna presidenziale del 2016, McMaster è stato uno dei primi e accanito sostenitore di Donald Trump. Ha affermato di essere il primo politico eletto negli Stati Uniti a sostenere Trump. Dopo che Trump ha vinto la nomination repubblicana, McMaster ha pronunciato il discorso di nomina alla Convention nazionale repubblicana.

### Governatore della Carolina del Sud (2017- )
Il 24 gennaio 2017 McMaster ha assunto le funzioni di Governatore della Carolina del Sud in sostituzione di Nikki Haley, appena nominata Rappresentante permanente degli Stati Uniti d'America alle Nazioni Unite dall'Amministrazione Trump. 
Successivamente McMaster prende parte alle elezioni governatoriali del 2018 come candidato Governatore uscente e viene rieletto con il 54% dei voti contro il candidato del Partito Democratico James Smith.
Il primo mandato da Governatore eletto di McMaster incomincia nel gennaio 2019.
McMaster viene riconfermato Governatore nelle elezioni governatoriali del 2022, vincendo con il 58% dei voti contro il candidato del Partito Democratico Joe Cunningham, fermo al 40%.

## Vita privata
McMaster è sposato con Peggy McMaster (nata Anderson) dal 1978. Hanno due figli adulti e risiedono a Columbia, nella Carolina del Sud. Possiede un bulldog inglese di nome Mac. McMaster e la sua famiglia frequentano la First Presbyterian Church in Columbia.
McMaster e sua moglie possiedono diverse case e appartamenti in affitto nell'area della Columbia. Una casa di loro proprietà è la McCord House, costruita nel 1849 e utilizzata come quartier generale dell'Unione durante la Guerra di secessione. McMaster in genere affitta queste case agli studenti dell'Università della Carolina del Sud; sono la sua più grande fonte di reddito.